# Richard III (film, 1955)
Pour les articles homonymes, voir Richard III (homonymie).
Pour plus de détails, voir Fiche technique et Distribution.
Richard III est un film britannique réalisé par Laurence Olivier, sorti en 1955. Il s'agit d'une adaptation de Richard III, la pièce de William Shakespeare.
Ce film est le dernier de la trilogie shakespearienne de Laurence Olivier, après Henry V et Hamlet.

## Synopsis
Pièce culminant avec la défaite du démoniaque roi Richard III à la bataille de Bosworth dans le dernier acte, Richard III est la théâtralisation d'évènements réels qui prirent fin en 1485, avec un changement de dynastie, les Plantagenêts (Lancastre et York) laissant place à la monarchie Tudor à la suite de la guerre des Deux-Roses.

## Fiche technique
- Titre original : Richard III
- Réalisation : Laurence Olivier
- Scénario : Laurence Olivier, Colley Cibber et David Garrick d'après la pièce éponyme de William Shakespeare
- Musique : William Walton
- Photographie : Otto Heller, assisté de Denys Coop (cadreur)
- Deuxième assistant opérateur : Alex Thomson (non crédité)
- Production : Laurence Olivier, Alexander Korda
- Budget : 6 000 000 £
- Durée : 161 min
- Genre : Film historique
- Pays d'origine : Royaume-Uni

## Distribution

### Maison d'York

La rose blanche, emblème de la maison d'York

- Laurence Olivier : Richard duc de Gloucester devenu Richard III d'Angleterre
- Cedric Hardwicke : Édouard IV d'Angleterre
- John Gielgud : George, duc de Clarence
- Paul Huson : Le prince de Galles
- Andy Shine : Richard de Shrewsbury, duc d'York
- Helen Haye :  Cécile Neville duchesse d'York
- Pamela Brown :  Jane Shore (maîtresse du roi)
- Ralph Richardson : Henry Stafford, duc de Buckingham
- Alec Clunes : William Hastings, lord Hastings
- Laurence Naismith : Thomas II Stanley de Man

### Maison de Lancaster

La rose rouge, emblème de la maison de Lancaster

- Mary Kerridge : Élisabeth Woodville reine d'Angleterre
- Clive Morton : Anthony Woodville
- Dan Cunningham : Richard Grey
- Douglas Wilmer : Thomas Grey
- Claire Bloom : Anne Neville
- Stanley Baker : Henry de Richmond (futur Henri VII, premier roi Tudor)

### Reste de la distribution
- John Laurie : Lovel
- Esmond Knight : Sir Richard Ratcliffe
- Norman Wooland : Catesby
- George Woodbridge : le Lord-maire de Londres

## Récompenses et distinctions
- BAFTA du meilleur film en 1956.
- BAFTA du meilleur film britannique en 1956.
- David di Donatello de la meilleure production étrangère en 1957.